# Chicago-Marathon 1995
| 18. Chicago-Marathon    | 18. Chicago-Marathon         |
| ----------------------- | ---------------------------- |
| Stadt                   | Chicago, Vereinigte Staaten  |
| Datum                   | 15. Oktober 1995             |
| Distanz                 | 42,195 Kilometer             |
| Sieger                  |                              |
| Männer                  | Eamonn Martin (2:11:18 h)    |
| Frauen                  | Ritva Lemettinen (2:28:27 h) |
| ← Chicago-Marathon 1994 | Chicago-Marathon 1996 →      |
| Website                 | Offizielle Website           |

Der Chicago-Marathon 1995 (offiziell: LaSalle Bank Chicago-Marathon 1995) war die 18. Ausgabe der jährlich stattfindenden Laufveranstaltung in Chicago, Vereinigte Staaten. Der Marathon fand am 15. Oktober 1995 statt.
Bei den Männern gewann Eamonn Martin in 2:11:18 h, bei den Frauen Ritva Lemettinen in 2:28:27 h.

## Ergebnisse

### Männer
| Platz | Athlet            | Land                   | Zeit (h) |
| ----- | ----------------- | ---------------------- | -------- |
| 01    | Eamonn Martin     | Vereinigtes Königreich | 2:11:18  |
| 02    | Carlos Bautista   | Mexiko                 | 2:11:21  |
| 03    | Leonid Shvetsov   | Russland               | 2:11:24  |
| 04    | Driss Dacha       | Marokko                | 2:12:05  |
| 05    | Eddy Hellebuyck   | Belgien                | 2:12:35  |
| 06    | Luis Reyes        | Mexiko                 | 2:12:51  |
| 07    | Jesus Herrera     | Mexiko                 | 2:13:18  |
| 08    | Carlos Grisales   | Kolumbien              | 2:13:41  |
| 09    | Maurilio Castillo | Mexiko                 | 2:14:17  |
| 10    | Hector De Jesus   | Mexiko                 | 2:14:27  |

### Frauen
| Platz | Athletin            | Land                   | Zeit (h) |
| ----- | ------------------- | ---------------------- | -------- |
| 01    | Ritva Lemettinen    | Finnland               | 2:28:27  |
| 02    | Kim Jones           | Vereinigte Staaten     | 2:31:24  |
| 03    | Danuta Bartoszek    | Kanada                 | 2:31:46  |
| 04    | Gitte Karlshoj      | Dänemark               | 2:32:10  |
| 05    | Marian Sutton       | Vereinigtes Königreich | 2:32:36  |
| 06    | Tatjana Iwanowa     | Russland               | 2:34:59  |
| 07    | Tatyana Pozdnyakova | Vereinigte Staaten     | 2:35:14  |
| 08    | Kristy Johnston     | Finnland               | 2:35:50  |
| 09    | Irina Bogatschowa   | Kirgisistan            | 2:37:26  |
| 10    | Iglandini Gonzalez  | Kolumbien              | 2:37:26  |